# Quarten
Quarten est une commune suisse du canton de Saint-Gall, située dans la circonscription électorale de Sarganserland. Elle regroupe les villages de Quarten, Oberterzen, Unterterzen, Mols, Murg et Quinten.

## Galerie

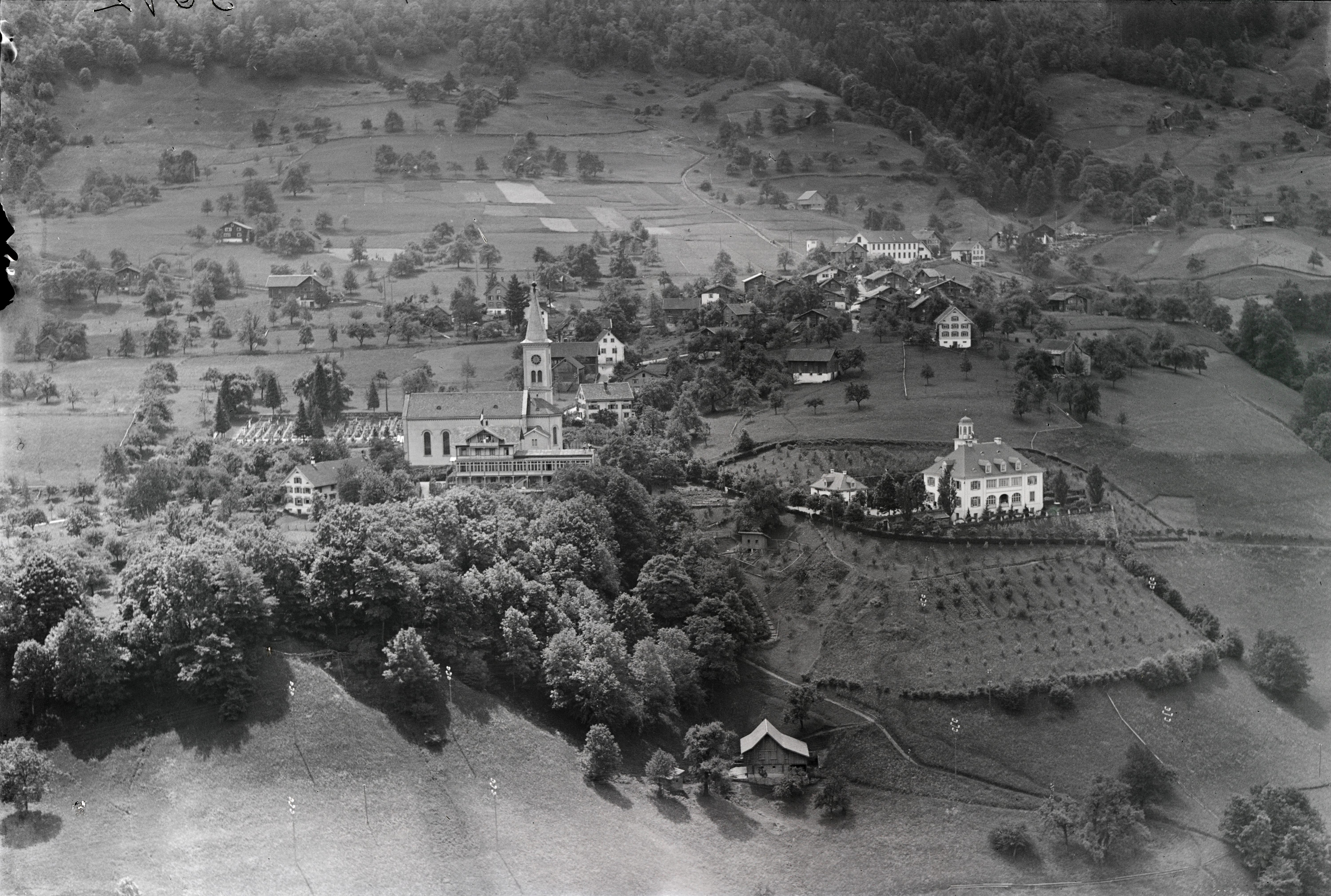
Photo aérienne prise à 200 m par Walter Mittelholzer (1923)
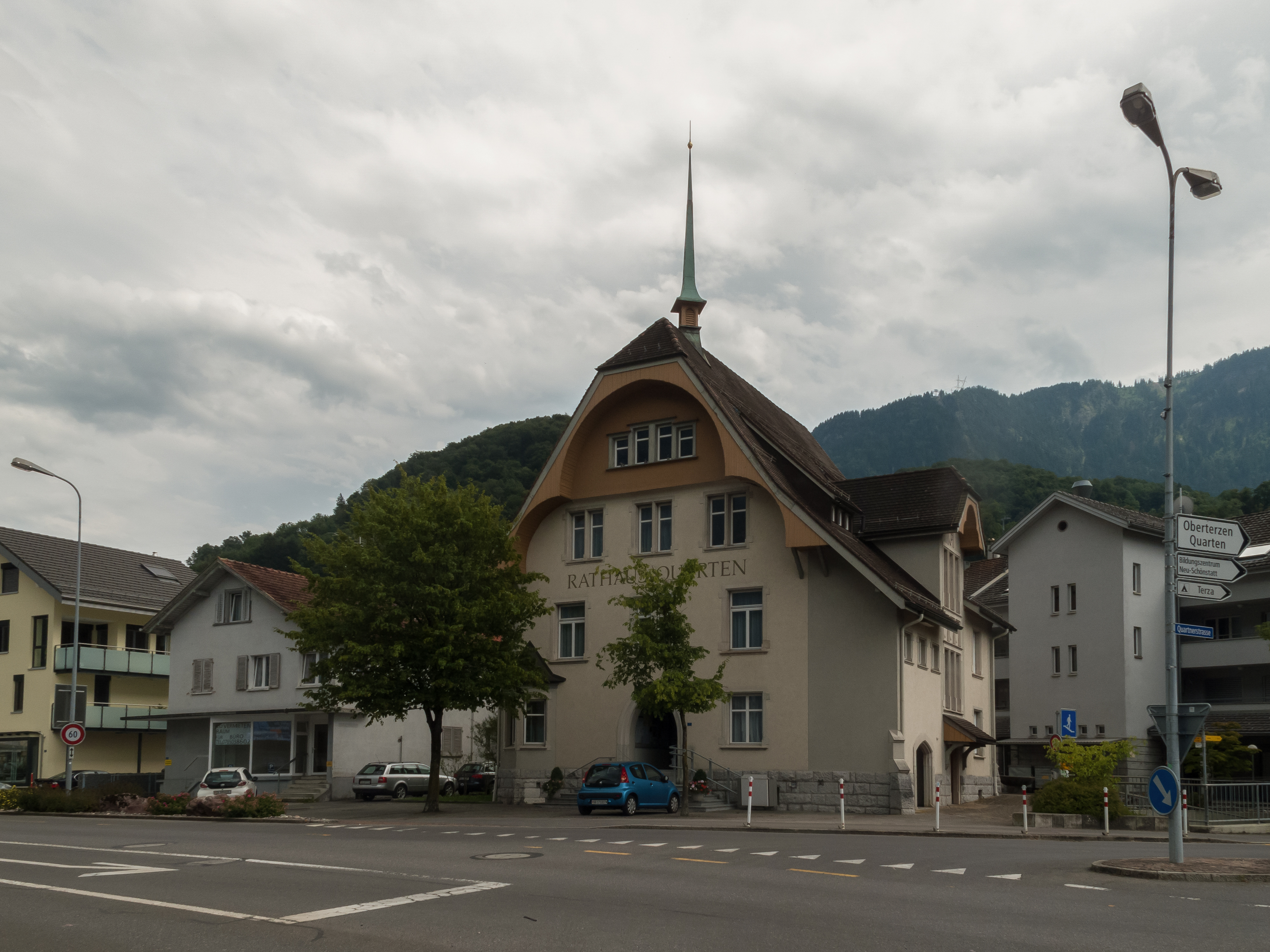
Unterterzen, l'hôtel de ville
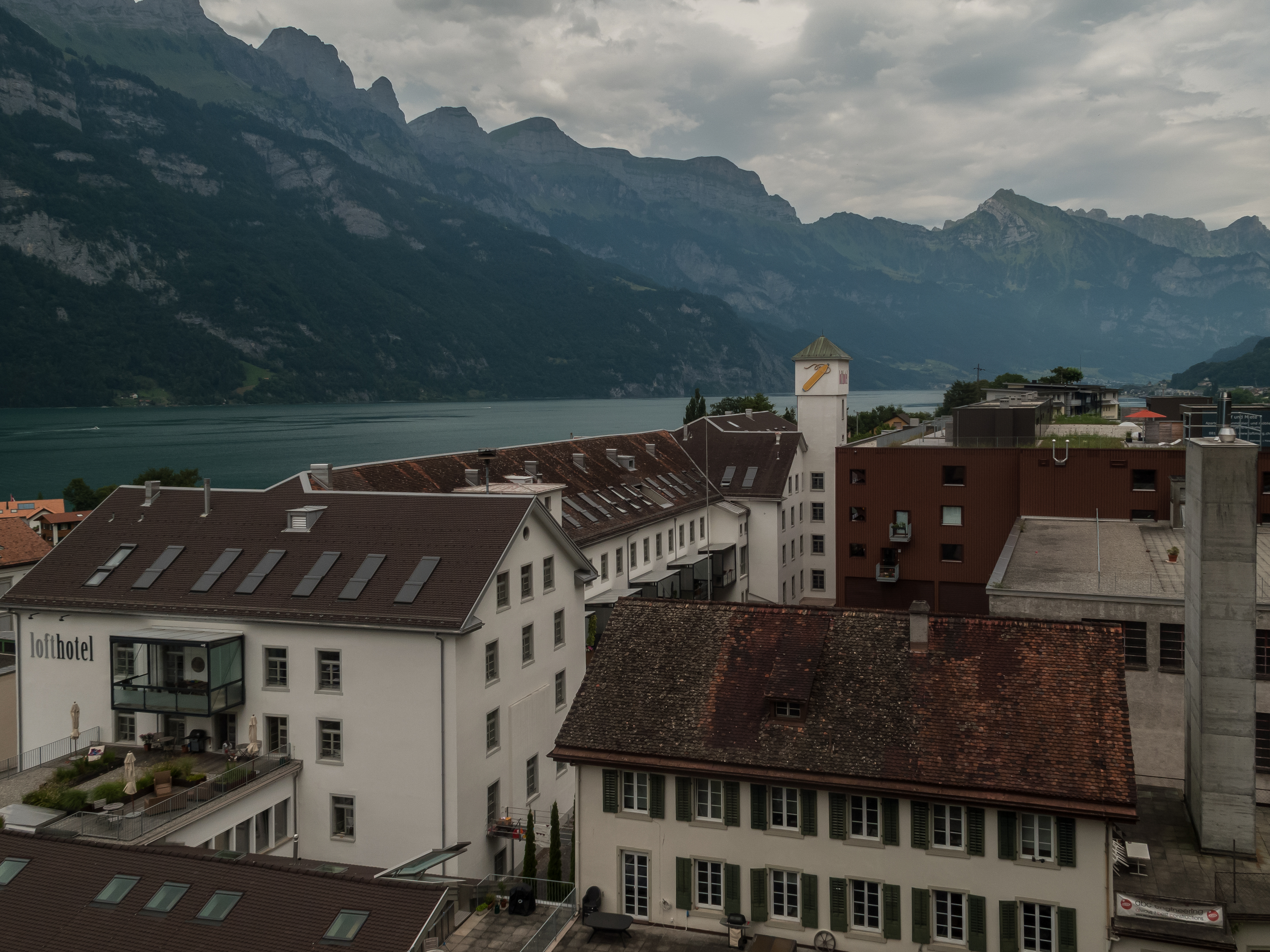
Murg, vue dans la rue avec lac (die Walensee) au fond
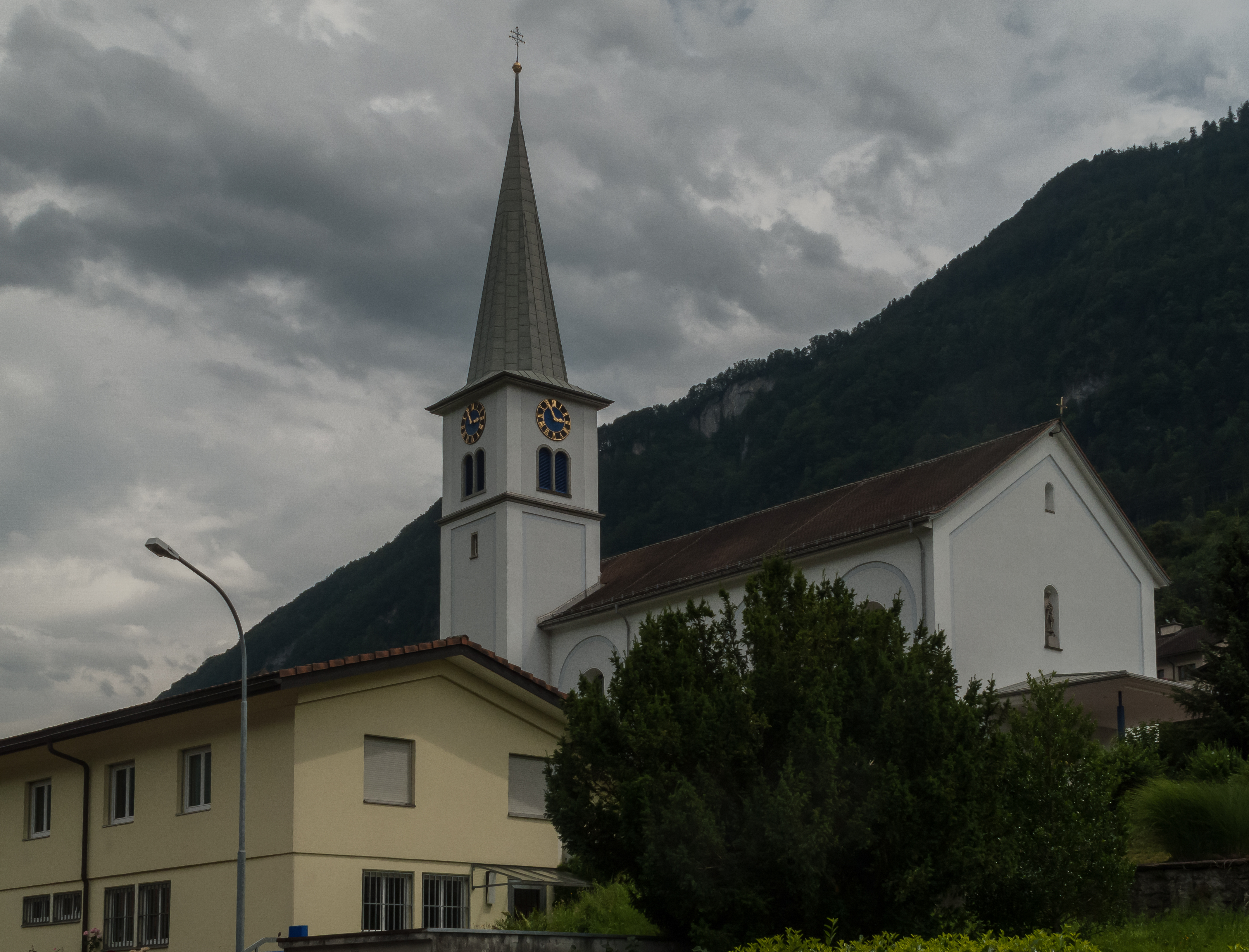
Mols, église : die Sankt Antonius von Padua Kirche
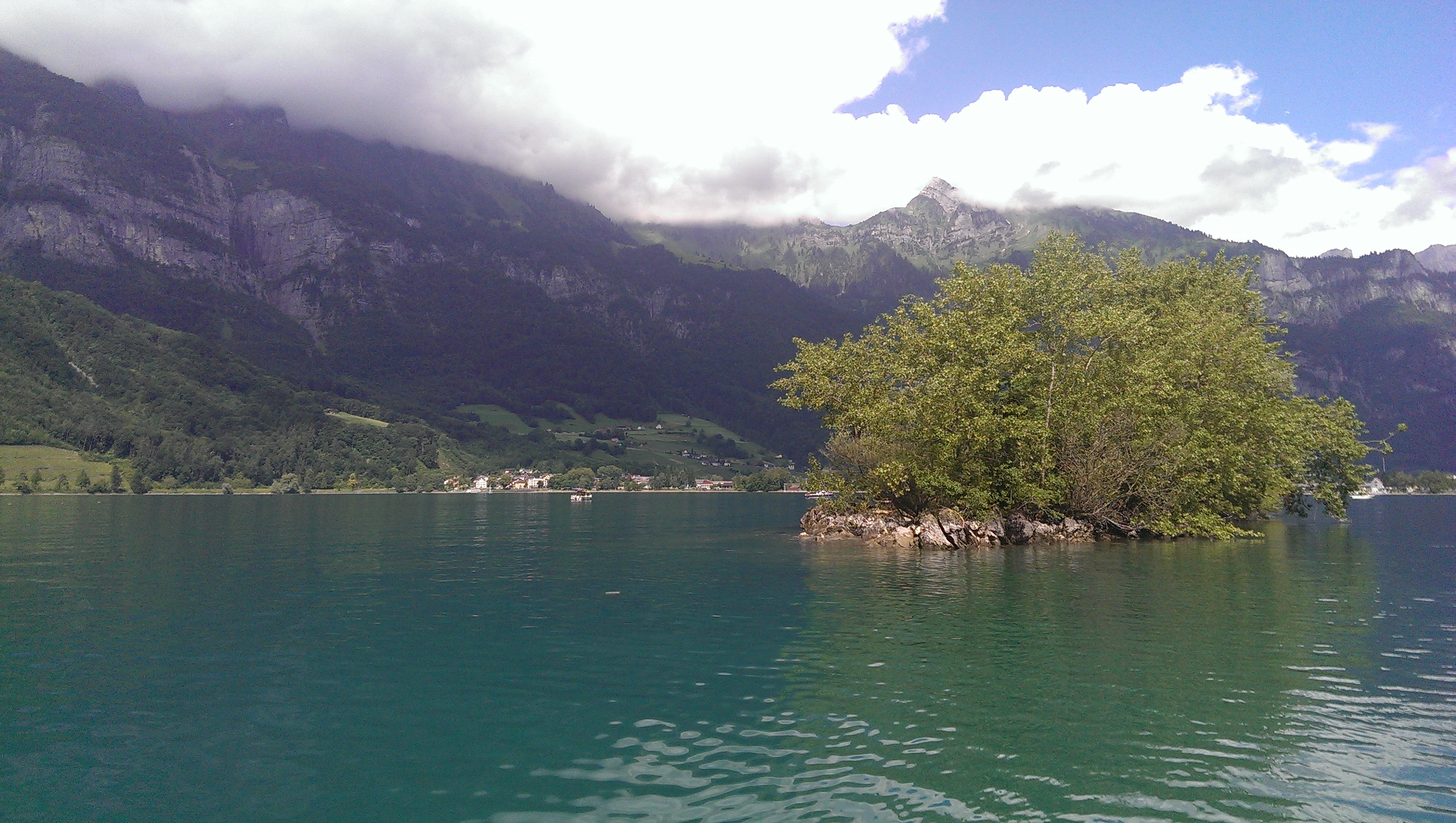
L'île Schnittlauchinsel sur le lac de Walenstadt

## Monuments et curiosités
- L'église paroissiale Saint-Gall est située dans le village de Quarten. Sa reconstruction qui remonte à 1860-62 est l'œuvre de l'architecte Felix Wilhelm Kubly[3].
- Dans le hameau d'Oberterzen situé à l'est de Quarten, la Nouvelle Chapelle qui a été édifiée en 1968-69 est l'œuvre de l'architecte Josef Paul Scherrer[4],[5]. Elle a remplacé une ancienne construction qui a été démolie[6].
- Les ruines du château-fort de Bommerstein sont situées sur un sommet rocheux près de Mols, au sud-est du lac de Walenstadt. L'édifice, détruit en 1386 par les Glaronnais, fut construit par les seigneurs de Montfort[7].
- À Murg, monument en souvenir du combattant allemand de la liberté Heinrich Simon qui fut retrouvé noyé dans le lac en 1860[8],[9]. Le monument a été réalisé par l'architecte Luigi Chialiva[10] d'après un projet de Gottfried Semper[11].

## Voir également
- Hochmättli